# Tarzan (trilha sonora)
Tarzan: An Original Walt Disney Records Soundtrack (Português: Tarzan: Uma Trilha Sonora Original de Walt Disney Records) é a trilha sonora para o filme de animação da Disney lançado em 1999, Tarzan. As músicas da trilha sonora foram compostas por Phil Collins, e a trilha instrumental por Mark Mancina. A música "You'll Be in My Heart" ganhou um Oscar e um Globo de Ouro de "Melhor Canção Original" e uma indicação ao Grammy de melhor canção escrita para um filme, enquanto o álbum da trilha sonora recebeu um Grammy de "melhor álbum de trilha sonora". Pela sua contribuição para a trilha sonora, Collins recebeu um American Music Award de "Melhor Artista Adulto Contemporâneo".
Tarzan foi a primeira trilha sonora da Disney a ser gravado em vários idiomas para diferentes mercados, com Phil Collins gravando a versão da trilha sonora em inglês, italiano, alemão, espanhol e francês. Phil Collins recebeu a ajuda do compositor Eric Serra para gravar e produzir versão francesa das músicas. No Brasil, o cantor Ed Motta foi o responsável pela trilha sonora.

## Desempenho comercial
A trilha sonora de Tarzan foi lançado pela Walt Disney Records em 18 de maio de 1999. A trilha sonora alcançou a quinta posição na parada da Billboard durante a semana de 10 de julho de 1999, coincidindo com a exibição do filme nos cinemas.
A promoção do álbum foi realizada na Disney Store. Os clientes que compraram a trilha sonora recebeu um único exclusivo single de "You'll Be in My Heart".
O álbum vendeu 2.586.000 cópias nos Estados Unidos até Abril de 2014.. O álbum foi certificado 2x Platina nos Estados Unidos.

## Lista de faixas

### Versão original
Todas as canções foram escritas e compostas por Phil Collins, com instrumentais compostas por Mark Mancina.
| N.º | Título                                        | Intérprete(s)                  | Duração |  |
| 1.  | "Two Worlds"                                  | Phil Collins                   |         |  |
| 2.  | "You'll Be in My Heart"                       | Glenn Close & Phil Collins     |         |  |
| 3.  | "Son of Man"                                  | Phil Collins                   |         |  |
| 4.  | "Trashin' the Camp"                           | Rosie O'Donnell & Phil Collins |         |  |
| 5.  | "Strangers Like Me"                           | Phil Collins                   |         |  |
| 6.  | "Two Worlds" (reprise)                        | Phil Collins                   |         |  |
| 7.  | "Trashin' the Camp"                           | Phil Collins & *NSYNC          |         |  |
| 8.  | "You'll Be in My Heart" (single version)      | Phil Collins                   |         |  |
| 9.  | "Two Worlds" (single version)                 | Phil Collins                   |         |  |
| 10. | "A Wondrous Place" (score)                    |                                |         |  |
| 11. | "Moves Like an Ape, Looks Like a Man" (score) |                                |         |  |
| 12. | "The Gorillas" (score)                        |                                |         |  |
| 13. | "One Family" (score)                          |                                |         |  |
| 14. | "Two Worlds" (finale)                         | Phil Collins                   |         |  |

### Versão brasileira
Ed Motta foi o responsável pela versão brasileira da trilha sonora.
| N.º | Título                                                       | Intérprete(s)           | Duração |  |
| 1.  | "Dois Mundos"                                                | Ed Motta                |         |  |
| 2.  | "No Meu Coração Você Vai Sempre Estar"                       | Suely Franco & Ed Motta |         |  |
| 3.  | "Grande Homem"                                               | Ed Motta                |         |  |
| 4.  | "Estragando O Acampamento"                                   | Gabriela Teissier       |         |  |
| 5.  | "Estranhos Como Eu"                                          | Ed Motta                |         |  |
| 6.  | "Dois Mundos" (reprise)                                      | Ed Motta                |         |  |
| 7.  | "Trashin' the Camp"                                          | Phil Collins & *NSYNC   |         |  |
| 8.  | "No Meu Coração Você Vai Sempre Estar" (versão single)       | Ed Motta                |         |  |
| 9.  | "Dois Mundos" (versão single)                                | Ed Motta                |         |  |
| 10. | "Um Lugar Maravilhoso" (instrumental)                        |                         |         |  |
| 11. | "Se Mexe Como Um Macaco, Se Vê Como Um Homem" (instrumental) |                         |         |  |
| 12. | "Os Gorilas" (instrumental)                                  |                         |         |  |
| 13. | "Uma Família" (instrumental)                                 |                         |         |  |
| 14. | "Dois Mundos" (final)                                        | Ed Motta                |         |  |
| 15. | "You'll Be In My Heart" (versão single)                      | Phil Collins            |         |  |

### Versão portuguesa
Luís Represas foi o responsável pela versão portuguesa da trilha sonora.
| N.º | Título                                                       | Intérprete(s)               | Duração |  |
| 1.  | "Dois Sóis"                                                  | Luís Represas               |         |  |
| 2.  | "No Meu Coração"                                             | Rita Guerra & Luís Represas |         |  |
| 3.  | "Filho D'Homem"                                              | Luís Represas               |         |  |
| 4.  | "Trashin' the Camp"                                          | Heike Makatsch              |         |  |
| 5.  | "Estranhos Como Eu"                                          | Luís Represas               |         |  |
| 6.  | "Dois Sóis" (reprise)                                        | Luís Represas               |         |  |
| 7.  | "You'll Be In My Heart" (versão single)                      | Phil Collins                |         |  |
| 8.  | "Trashin' the Camp"                                          | Phil Collins & *NSYNC       |         |  |
| 9.  | "Strangers Like Me"                                          | Phil Collins                |         |  |
| 10. | "Son of Man"                                                 | Phil Collins                |         |  |
| 11. | "Two Worlds" (reprise)                                       | Phil Collins                |         |  |
| 12. | "Um Mundo de Maravilhas" (score)                             |                             |         |  |
| 13. | "Mexe-se Como Um Macaco, Mas Parece-se Com Um Homem" (score) |                             |         |  |
| 14. | "Os Gorilas" (score)                                         |                             |         |  |
| 15. | "Um Só Sentir" (score)                                       |                             |         |  |
| 16. | "Dois Sóis" (final)                                          | Luís Represas               |         |  |

## Paradas
| Parada (1999)                         | Melhor posição |
| ------------------------------------- | -------------- |
| Austrália (ARIA)                      | 40             |
| Áustria (Ö3 Austria Top 40)           | 9              |
| Bélgica (Ultratop Flandres)           | 32             |
| Bélgica (Ultratop Valônia)            | 28             |
| Países Baixos (Dutch Charts)          | 51             |
| França (SNEP)                         | 9              |
| Alemanha (Offizielle Deutsche Charts) | 6              |
| Nova Zelândia (RMNZ)                  | 34             |
| Noruega (VG-lista)                    | 32             |
| Suíça (Schweizer Hitparade)           | 11             |
| Estados Unidos Billboard 200          | 5              |

| Ano  | Single                  | Artista      | Parada               | Posição |
| ---- | ----------------------- | ------------ | -------------------- | ------- |
| 1999 | "You'll Be in My Heart" | Phil Collins | Billboard Hot 100    | 21      |
| 1999 | "You'll Be in My Heart" | Phil Collins | Adult Contemporary   | 1       |
| 1999 | "Strangers Like Me"     | Phil Collins | Adult Contemporary   | 10      |
| 2000 | "Son of Man"            | Phil Collins | German Singles Chart | 68      |
| 2000 | "Two Worlds"            | Phil Collins | German Singles Chart | 43      |

| País (Provedor)       | Certificação | Vendas    |
| --------------------- | ------------ | --------- |
| Canadá (Music Canada) | 2× Platina   | 200.000   |
| Estados Unidos (RIAA) | 2× Platina   | 2.586.000 |
| Suíça (IFPI)          | Platina      | 20.000    |
| Resumo                |              |           |
| Mundo                 |              | 4.500.000 |